# Scale-invariant feature transform

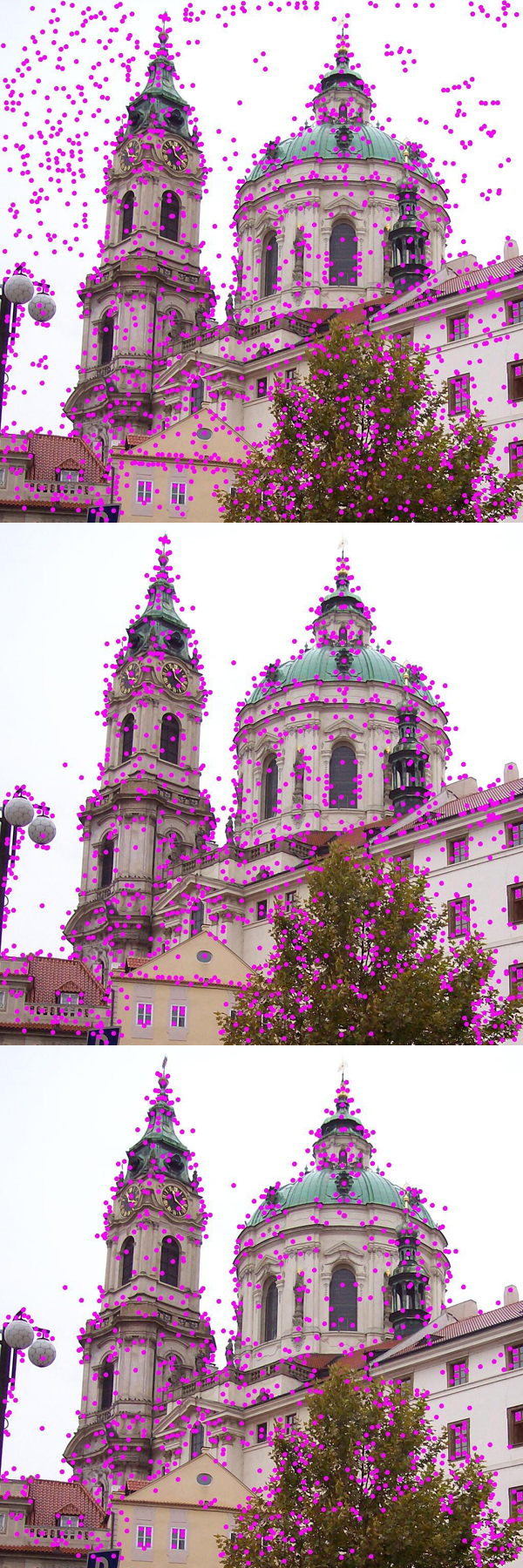
Filtering van een uiteindelijke set van interessante punten

Schaal-invariante functietransformatie ((en)  Scale-invariant feature transform, afgekort SIFT) is een algoritme voor beeldherkenning dat onafhankelijk van schaalgrootte en rotatie afbeeldingen kan vergelijken.  Het selecteert interessante punten binnen een afbeelding op basis van contrastverschillen, vergelijkbaar met oogfixatiepunten en beschrijft vervolgens deze punten. Het algoritme werd gepubliceerd door David Lowe in 1999. Het algoritme is gepatenteerd in Canada, de eigenaar is de Universiteit van Brits-Columbia.
Toepassingen zijn onder andere objectherkenning, robotic mapping en navigatie, beelden samenvoegen, 3D-modellering, gebaarherkenning, video tracking en match moving.